# Кобишница
Кобишница је насеље у Србији у општини Неготин у Борском округу. Према попису из 2022. у насељу је било 887 становника (према попису из 2011. било је 1148 становника, према попису из 2002. било је 1355 становника а према попису из 1991. било је 2507 становника).

## Географија
Кобишница је ратарско сеоско насеље збијеног типа удаљено 6 километара југоисточно од Неготина. Смештено је на просечно 50 метара надморске висине, на левој обали Јасеничке реке десне притоке Дунава. Северна географска ширина насеља је 44° 11’ 37”, источна географска дужина 22° 35’ 42”, а површина атара 2.328 хектара.
До овог насеља се може стићи директним асфалтним путем од Неготина.

## Историја
Убраја се у стара насеља са значајним траговима старина. У атару насеља су пронађени остаци манастира Света Тројица који се наводи у турским изворима 1672. године. Кобишница се помиње у турском попису 1530. године као насеље са 30 кућа.
На Лангеровој карти забележена су пуста места Cobescjtica и Pukowce а на карти „Темишварски Банат“ поменута места су забележена као насељена места. Године 1726. свештеник у Кобишници имао је 90 кућа а други у Буковчи 80 домова. Кобишница и Буковче су записани 1811. године а 1846. године у Кобишници је било 278, у Буковчи 298 кућа а 1924. године Кобишница је имала 471 а Буковче 445 кућа.
Првобитно насеље је било основано на данашњој локацији, одакле је у другој половини 18. и почетком 19. века премештено (због “ зулума крџалија”) на место звано Селиште (између 1751. и 1795. године), па поново на данашње место. Као “пусто место” помиње се почетком 18. века на Лангеровој карти, а потом као насеље: 1723. године са 63 куће, 1736. са 90, 1846. са 278 и 1866. године са 278 кућа. Данашње насеље се дели на крајеве: Гламеја (Брдо – Горњи Крај), Скапац и Доњи Крај (Ваље).
У историјским списима се наводи да су за време аустријске окупације оба насеља, Буковче и Кобишњица су била пуста (Лангер), а само неколико година касније („Темишварски Банат“) насељена. Блатска „јерунија“, односно Кобишница и Буковче 1723. године имала је 63 куће, који се број 1736. године скоро утростручио, јасно је да је баш у том времену било великог досељавања. На основу тога и најстарији родови су досељени у 18. веку или су се повратили из Румуније.
Након Првог светског рата у њему су живеле следеће фамилије: Филипешти (слава Митровдан), Боболанешти или Берданешти и Шурбанешти (слава Свети Никола), Маркулешти и Стојкочешти (слава Свети Тодор), Мијешти или Мијаји (слава Митровдан), Опрешти (слава Митровдан), Стојкуљешти (слава Петковица), Вилаешти (слава Митровдан), Троканешти (слава св. Никола), Јованешти или Јовешти (слава Петковица), Рајцићи или Бађићи (слава Петковица), Рајковићи (слава Петковица), Челиковићи (слава Свети Никола), Мијуљешти (слава Петковица), Попешти (слава Петковица), Бугаревићи (слава Митровдан), Думитрикићи (слава Петковица), Броскићи (слава Петковица), Барбуловићи, Пешуљешти и Предићи (слава Петковица), Бекирешти (слава Петковица), Медојешти (слава Петковица), Радуловићи (слава Петковица), Грекуловићи (слава Петковица), Олћани (слава Петковица), Данчешти (слава Петковица), Поповићи (слава Свети Арханђео), Дудикићи (слава Богојављање), Његушешти (слава Спасовдан), Балчаковићи и Макурешти (слава Петковица и Свети Стеван), Грујешти (слава Мала Госпојина), Милошевићи (слава Петковица), Ђефердешти (слава Петковица) Станковићи (слава Митровдан) и Ђорђевићи (слава Митровдан).
Заветина насеља је Спасовдан.
Стара црква брвнара у насељу, која је била посвећена Светом Николи, срушила се 1850. године. Након ње је направљена нова 1874. године и посвећена Светим апостолима Петру и Павлу.
Становништво Кобишнице је православно, приликом пописа национално се изјашњава као српско и углавном се бави ратарством и сточарством. Антропогеографским и етнолошким проучавањем сврстано је у влашка насеља.
Године 1921. Кобишница је имала 471 дом и 2.381 становника, 1948. године 590 домова и 2.854 становника, а 2002. године 704 куће и 1.363 становника. На привременом раду у иностранству (Немачка, Швајцарска) је из овог насеља 2007. године било 800 становника.
Земљорадничка задруга у Кобишници, која је основана 1901. године (обнављана 1919, 1945. и 1954. године), пословала је под називом Земљорадничка задруга „Слога“ Кобишница. Од 1960. године припојене су јој земљорадничке задруге из Буковча и Србова.
У Кобишници је од 1949. до 1953. године радила и Сељачка радна задруга под називом „Адам Везурић“. Дом културе насеље је добило 1951. године, електричну расвету 1956. године, телефонске везе са светом 1970. године, асфалтни пут 1975. године, а водовод 1996. године.
Основна школа у насељу, која је почела са радом 1867. године, школске 2006/2007. године је имала 217 ученика.

## Демографија
Према последњем попису из 2022. године у Кобишници је живело 887 становника што је за 261 мање у односу на 2011. када је на попису било 1148 становника. У насељу живи 818 пунолетних становника, а просечна старост становништва износи 56,34 година (54,68 код мушкараца и 57,77 код жена).
Према подацима пописа из 2022. у насељу има 402 домаћинства, а просечан број чланова по домаћинству је 2,21 а према истом попису у насељу има 878 стамбених јединица од којих је 561 насељених.
Ово насеље је углавном насељено Србима (према попису из 2002. године), а у последња три пописа, примећен је пад у броју становника.
|  |

| Демографија | Демографија | Демографија |
| Година      | Становника  | Становника  |
| ----------- | ----------- | ----------- |
| 1948.       | 2.854       |             |
| 1953.       | 2.935       |             |
| 1961.       | 2.915       |             |
| 1971.       | 2.876       |             |
| 1981.       | 2.778       |             |
| 1991.       | 2.507       | 1.801       |
| 2002.       | 1.355       | 2.356       |
| 2011.       | 1.148       |             |
| 2022.       | 887         |             |

| Етнички састав према попису из 2002.‍ | Етнички састав према попису из 2002.‍ | Етнички састав према попису из 2002.‍ | Етнички састав према попису из 2002.‍ | Етнички састав према попису из 2002.‍ |
| ------------------------------------ | ------------------------------------ | ------------------------------------ | ------------------------------------ | ------------------------------------ |
|                                      |                                      |                                      |                                      |                                      |
| Срби                                 | Срби                                 |                                      | 1.044                                | 77,04%                               |
| Власи                                | Власи                                |                                      | 246                                  | 18,15%                               |
| Румуни                               | Румуни                               |                                      | 11                                   | 0,81%                                |
| Муслимани                            | Муслимани                            |                                      | 5                                    | 0,36%                                |
| Југословени                          | Југословени                          |                                      | 3                                    | 0,22%                                |
| Бугари                               | Бугари                               |                                      | 1                                    | 0,07%                                |
| непознато                            | непознато                            |                                      | 19                                   | 1,40%                                |

| Година пописа     | 1948. | 1953. | 1961. | 1971. | 1981. | 1991. | 2002. |
| ----------------- | ----- | ----- | ----- | ----- | ----- | ----- | ----- |
| Број домаћинстава | 590   | 593   | 601   | 599   | 579   | 546   | 454   |

| Број чланова      | 1   | 2   | 3  | 4  | 5  | 6  | 7  | 8 | 9 | 10 и више | Просек |
| ----------------- | --- | --- | -- | -- | -- | -- | -- | - | - | --------- | ------ |
| Број домаћинстава | 117 | 102 | 73 | 59 | 59 | 30 | 10 | 3 | 0 | 1         | 2,98   |

| Пол    | Укупно | Неожењен/Неудата | Ожењен/Удата | Удовац/Удовица | Разведен/Разведена | Непознато |
| ------ | ------ | ---------------- | ------------ | -------------- | ------------------ | --------- |
| Мушки  | 550    | 103              | 365          | 53             | 28                 | 1         |
| Женски | 641    | 53               | 362          | 194            | 30                 | 2         |
| УКУПНО | 1.191  | 156              | 727          | 247            | 58                 | 3         |

| Пол    | Укупно                    | Пољопривреда, лов и шумарство | Рибарство                            | Вађење руде и камена | Прерађивачка индустрија       |
| ------ | ------------------------- | ----------------------------- | ------------------------------------ | -------------------- | ----------------------------- |
| Мушки  | 264                       | 155                           | 0                                    | 0                    | 32                            |
| Женски | 173                       | 123                           | 0                                    | 0                    | 9                             |
| УКУПНО | 437                       | 278                           | 0                                    | 0                    | 41                            |
| Пол    | Производња и снабдевање   | Грађевинарство                | Трговина                             | Хотели и ресторани   | Саобраћај, складиштење и везе |
| Мушки  | 0                         | 5                             | 11                                   | 3                    | 10                            |
| Женски | 0                         | 0                             | 13                                   | 2                    | 1                             |
| УКУПНО | 0                         | 5                             | 24                                   | 5                    | 11                            |
| Пол    | Финансијско посредовање   | Некретнине                    | Државна управа и одбрана             | Образовање           | Здравствени и социјални рад   |
| Мушки  | 0                         | 1                             | 9                                    | 2                    | 5                             |
| Женски | 1                         | 2                             | 2                                    | 10                   | 6                             |
| УКУПНО | 1                         | 3                             | 11                                   | 12                   | 11                            |
| Пол    | Остале услужне активности | Приватна домаћинства          | Екстериторијалне организације и тела | Непознато            | Непознато                     |
| Мушки  | 1                         | 0                             | 0                                    | 30                   | 30                            |
| Женски | 1                         | 0                             | 0                                    | 3                    | 3                             |
| УКУПНО | 2                         | 0                             | 0                                    | 33                   | 33                            |

Податке о насељима сакупио МИОДРАГ ВЕЛОЈИЋ, дипл. географ
радник Историјског архива Неготин